# Arquitectura de las iglesias rusas

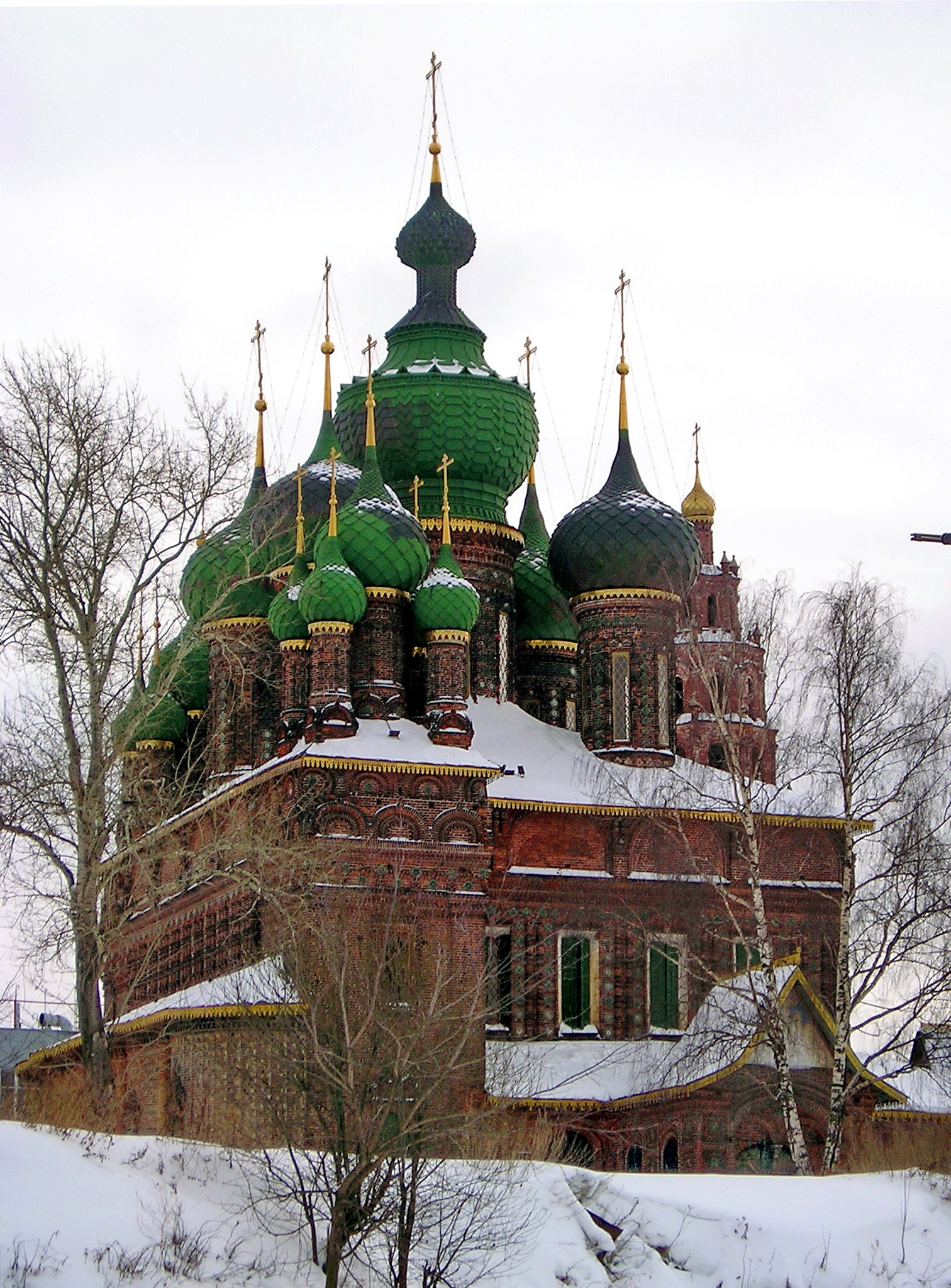
La Iglesia de San Juan Bautista (Yaroslavl) (1671-1687) es representativa de la última fase de la arquitectura medieval rusa. Se caracteriza por la elaborada tracería de ladrillo y el ascenso vertical de sus 15 cúpulas.

Las iglesias ortodoxas rusas se distinguen por su verticalidad, colores brillantes y múltiples cúpulas que ofrecen un fuerte contraste con el llano paisaje ruso a menudo cubierto de nieve. Las primeras iglesias del Rus de Kiev, como la iglesia de madera de 13 cúpulas de la catedral de Santa Sofía de Nóvgorod, difiere en este aspecto de sus predecesoras bizantinas principalmente de una sola cúpula. El número de cúpulas era y es simbólicamente importante: una cúpula simboliza el Dios único; tres, representan la Trinidad; y cinco, a Cristo y sus cuatro evangelistas. Al principio, el baptisterio, el nártex y la galería del coro por encima del nártex fueron características comunes de las iglesias del Rus', pero poco a poco fueron desapareciendo. Después de un siglo de imitaciones bizantinas, los constructores rusos comenzaron a enfatizar la verticalidad al diseñar sus iglesias.
El final del siglo XII vio el desarrollo de las llamadas iglesias-torre en Polotsk y Smolensk; este diseño se extendió más tarde a otras áreas, como Kiev y Chernígov. La transición visual entre el cubo principal de la iglesia y el alargado cilindro bajo la cúpula era realizado mediante una o varias filas de arcos conopiales, conocidos como kokoshnik. Podían tener forma de pala, de medio punto o apuntados. En las iglesias moscovitas posteriores, los masivos bancos de kokoshniki evolucionaron hacia una distintiva forma piramidal. El reinado de Iván el Terrible se caracterizó por la introducción de las llamadas cubiertas en tienda de campaña. Iglesias como la catedral de San Basilio fueron una acumulación de capillas coronadas por cubiertas cónicas muy empinados de diseños extravagantes.
Los arquitectos de Vladimir-Suzdal empezaron a utilizar la sillería de piedra caliza blanca como material principal de construcción en lugar del ladrillo, lo que propiciaba iglesias con siluetas muy eficaces, pero que hicieron que la construcción de esas iglesias fuera muy costosa. La ornamentación combinaba la carpintería nativa, oriental, con motivos del renacimiento italiano y góticos alemanes. Los arquitectos de Novgorod y Pskov construyeron sus iglesias con mampostería y desnudos bloques de piedra caliza. Como resultado, los edificios del noroeste tienen paredes de textura muy gruesa, como si se moldeasen a mano en arcilla. La fachada en trébol con hastiales apuntados fue una disposición muy común en la época tardía de la República de Novgorod. Las iglesias de Pskov eran pequeñas y a dos aguas; desarrollaron una galería cerrada que llevaba a un porche y a un sencillo campanario o zvonnitsa.
El problema dominante de la arquitectura eclesial rusa de la Baja Edad Media fue la colocación del campanario. Una primera solución al problema fue disponerlo por encima del cuerpo principal de la iglesia. Los campanarios independientes con cubiertas carpadas fueron luego muy comunes en el siglo XVII; a menudo se unieron a la iglesia por una galería o un bajo nártex alargado. La última disposición se conoce como «diseño de barco», ya que el campanario se levanta sobre el porche que le sirve de proa. Las iglesias del barroco moscovita representan la estructura en niveles de las tradicionales iglesias rusas de troncos «en que una silueta piramidal asciende en una serie de octoedros en disminución» (W. C. Brumfield). Este tipo es conocido como iglesia de «octógono sobre cubo».

## Arquitectura y estética de las iglesias rusas
La estética es un componente central de los servicios religiosos rusos del culto ortodoxo; en ninguna parte es esto más evidente que a través del estudio de la arquitectura de las iglesias y de las catedrales rusas. Los servicios han sido concebidos para estimular los cinco sentidos, y la estructura y diseño de las propias iglesias deben de contribuir a regular las percepciones sensoriales de los fieles. El ambiente místico cultivado a través de los servicios eclesiásticos se refuerza con el tratamiento de la luz, el movimiento de los fieles, el humo y el sonido. Los iconos, las representaciones visuales de figuras sagradas, son el aspecto visual más antiguo e importante de la adoración y adornan el espacio interior en una multitud de formas, siendo una parte muy importante de la arquitectura de las iglesias ortodoxas.
Una vieja crónica rusa recoge que el príncipe Vladimiro I de Kiev (ca. 1000) era incapaz de decidir que fe proclamar como propia y de su pueblo hasta que sus enviados a Constantinopla le informaron de los magníficos servicios de que habían sido testigos allí: «No sabíamos si estábamos en el cielo o en la tierra —exclamaron— porque en la tierra no hay tal esplendor o tal belleza, y perdería si lo describieramos. Sólo sabemos que Dios habita allí entre los hombres.» Destinados a inducir una conciencia de lo divino en la Tierra, los rituales ortodoxos rusos se organizaron con el fin de involucrar los cinco sentidos, combinando el ceremonial los fenómenos visuales, auditivos, táctiles y olfativos para producir «la mejor síntesis de actividades artísticas heterogéneas», todos para ser experimentados por los sentidos de los participantes tanto activos como pasivos. Pável Florenski resalta la naturaleza sensual global y cautivadora de las experiencias estéticas ofrecidas mediante la liturgia ortodoxa rusa en su artículo de 1922 «La iglesia ritual como una síntesis de las Artes».
La arquitectura de las catedrales ortodoxas rusas se plantea a fin de constituir el elemento unificador de la experiencia sensorial del servicio de culto ortodoxo. La configuración de la iglesia controla el nivel de luz natural en los espacios interiores, dirige el movimiento de la congregación a través de las proporciones del espacio, mejora la acústica de los cánticos en la iglesia, y define ciertos espacios como más santos que otros distinguiendo el espacio del clero (detrás del iconostasio) y el de los fieles (delante del iconostasio). La arquitectura de las iglesias tiene un efecto directo sobre la liturgia en todo el servicio. Florenski argumenta:

(...) en una iglesia todo está interrelacionado: la arquitectura de la iglesia, por ejemplo, tiene en cuenta incluso algo tan aparentemente menor como las cintas de incienso azuladas que se encrespan a través de los frescos y entrelazan los pilares de la cúpula, casi expandiendo infinitamente los espacios arquitectónicos de la iglesia con su movimiento y entrelazado, suavizando la sequedad y rigidez de las líneas y dotándolas de movimiento y vida, como si se fusionara con ellos.
(...) in a church everything is interlinked: church architecture, for example, takes into account even so apparently minor an effect as the ribbons of bluish incense curling across the frescoes and entwining the pillars of the dome, almost infinitely expanding the architectural spaces of the church with their movement and interlacing, softening the dryness and stiffness of the lines and investing them with movement and life, as if melting them.
Pável Florenski: 109 

La estética es de suma importancia para el culto ortodoxo. Los componentes de la arquitectura de las iglesias ortodoxas trabajan para enfatizar todos los aspectos sensoriales del servicio religiosos —hasta sobre el humo que emana de la quema de incienso— con el fin de proporcionar a los fieles una experiencia de la divinidad. La experiencia del Señor, el propósito de la adoración en sí, se logra a través de la composición arquitectónica de la iglesia. La arquitectura del edificio circundante, la luz uniformemente distribuida, los remolinos del humo de incienso y el resonante sonido del servicio trabajan juntos para crear la experiencia estética de la forma ortodoxa de adoración. La configuración de la iglesia no constituye un fondo para el servicio ortodoxo; más bien, la arquitectura de la iglesia es central para las acciones del propio servicio. Naturalmente, el interior de las catedrales es el escenario más magnífico para la liturgia ortodoxa. En lugar de ser un mero telón de fondo estético de los rituales del clero, la arquitectura de la catedral mejora la experiencia de adoración y se convierte en un participante activo en la experiencia sensorial de los fieles durante el ritual. Además, la arquitectura está pensada para mejorar las acciones del clero, un componente central de la experiencia estética del culto y que está relacionado con el fuerte aspecto místico de esa Iglesia nacida de las raíces bizantinas de la Ortodoxia.: 93 
Muchos han argumentado que la arquitectura de las iglesias ortodoxas es más importante que los iconos que albergan. Los mismos iconos sirven no sólo como objetos sagrados, sino también como componentes arquitectónicos de las iglesias y catedrales a las que pertenecen. Yevgueni Trubetskói (Evgueni Troubetskoï) describe la importancia de la arquitectura eclesial en y alrededor de los iconos ortodoxos: «la iglesia y sus iconos formar un todo indivisible» y «cada icono tiene su propia arquitectura interna especial» que, aunque importante en sí misma, se subordina en última instancia, a la arquitectura de la iglesia en la que reside el icono. La colocación de los iconos en la iglesia no es solo la intención de mostrar lo divino, ya que los iconos son parte de la propia iglesia. No sólo canalizan lo divino en sí mismos, sino que también juegan un papel en la creación de toda la experiencia estética del culto ortodoxo ruso. Florenski argumenta que las pinturas iconográficas son de uso exclusivo dentro de las iglesias, y que su propósito se altera cuando se ve en cualquier otra circunstancia. Los iconos, y el sentido de la divinidad que invocan a través de su belleza visual, son una parte de la estructura arquitectónica de las iglesias ortodoxas rusas.: 108 
Las iglesias ortodoxas rusas tienen muchos componentes rituales que son inseparables de la arquitectura del edificio. Los mosaicos, murales e iconos que están dispuestos en el iconostasio definen la pared como una barrera espiritual que sólo puede cruzar el clero. El muro y su decoración se convierten en inseparables de la arquitectura de la iglesia, y cumplen funciones estéticas y estructurales. La inclusión de mosaicos e iconos como componentes artísticos de las iglesias ha seguido siendo central en la arquitectura de las iglesias ortodoxas rusas en toda la historia de la religión; los iconos han sido una parte de la fe de Rusia desde la adopción de las tradiciones bizantinas.: 124–129  Florenski se refiere al «muro-pintura» (wall-painting) como «la forma más noble de las bellas artes» que se encuentra en las iglesias ortodoxas rusas. Los muros-pintura realzan la arquitectura de la iglesia y contribuyen a la experiencia sensorial. Visualmente, el arte del muro proporciona una mayor sensación de inmersión con lo divino de los feligreses; esto se subraya aún más con la utilización del iconostasio para proteger el misterio de los sacramentos. Murales, frescos y mosaicos trabajan con la arquitectura para mejorar y dividir el espacio de las iglesias ortodoxas rusas.

## Diseños tradicionales de iglesias
Sigue a continuación una lista de tipos de iglesias rusas que evolucionaron distanciándose de los rechonchos modelos bizantinos del siglo XI y que adquirieron una tendencia pronunciada hacia la verticalidad.
| Tipo                                           | Características | Época y lugar | Ejemplos |
| ---------------------------------------------- | --- | --- | -------- |
| Iglesias bizantinas soportadas por pilares     | | |          |
| Iglesias con más de 6 pilares                  | Ocho o diez pilares cruciformes, octogonales o circulares soportan la cubierta con una, tres, o cinco cúpulas | Principales iglesias del Rus de Kiev, siglo XI                                                                             |          |
| Iglesias con seis pilares                      | Seis pilares cruciformes, octogonales o circulares soportan la cubierta con una, tres, o cinco cúpulas. Los tres vanos interiores están delineados por tres pilares en las fachadas norte y sur.                                                                         | Todas las grandes catedrales, siglos XI al XVIII                                                                           |          |
| Iglesias con cuatro pilares                    | Cuatro pilares cruciformes, octogonales o circulares soportan la cubierta con una, tres, o cinco cúpulas. Como resultado, hay una fachada tripartita en cada lado del edificio.                                                                                          | La disposición más común, siglos XI al XVIII                                                                               |          |
| Iglesias con dos pilares                       | Dos pilares cruciformes, octogonales o circulares soportan la cubierta con una, tres, o cinco cúpulas. Como resultado, no existe una relación clara entre los vanos interiores y el diseño de la fachada.                                                                | Catedrales e iglesias en las ciudades de provincia, siglos XVI al XVIII                                                    |          |
| Evolución de iglesias de cuatro pilares        | | |          |
| Iglesias con hastiales                         | Cualquiera de las fachadas en trébol con hastiales apuntados o con una cornisa festoneada con una onda bajo la cúpula | Novgorod y Pskov, siglos XII al XVI                                                                                        |          |
| Iglesias torre                                 | El ascenso de los hastiales semicirculares o apuntados (zakomary), culminando en un alargado cilindro bajo la cúpula, crea un empuje vertical que se ve reforzado por las formas que se estrechan de pilastras y la disposición vertical de ábsides, porches y capillas. | Polotsk, Smolensk, Chernigov, finales del siglo XII y principios del siglo XIII; Vladimir-Suzdal y Moscú hasta el siglo XV |          |
| Iglesias campanario                            | La iglesia está coronada por un campanario, con varias filas de arcos curvas ménsula (kokoshniki) que sirven como transición visual entre los dos. | Moscú, siglos XV y XVI |          |
| Iglesias de cubierta carpada                   | | |          |
| Iglesias pilar con cúpula carpada              | Los edificios eclesiales están coronados por una cubierta cónica aguda ("en pabellón"). | En toda Rusia, desde la década de 1530 hasta los años 1650                                                                 |          |
| Iglesias multicapilla                          | La iglesia votiva se compone de varias capillas interconectadas coronadas por cubiertas carpadas. | Moscú y Staritsa, mediados del siglo XVI; extremadamente raro                                                              |          |
| Iglesias con cúpulas carpadas                  | la iglesia tiene dos o más cúpulas coronadas con torres menguantes. | En toda Rusia, desde la década de 1620 hasta los años 1650                                                                 |          |
| Combinaciones de cúpulas de cebolla y carpadas | Una iglesia arcaizante de cuatro pilares sobre una base elevada con cinco grandes cúpulas de cebolla que está rodeada por una galería cerrada que conduce a varias capillas, porches, y campanarios de varias formas y tamaños.                                          | Yaroslavl y región del Alto Volga, desde la década de 1640 hasta los años 1680                                             |          |
| Iglesias sin pilares                           | | |          |
| Iglesias parroquiales de Pskov                 | Iglesias de cubierta delgada de un único hastial carentes de ornamentación. A menudo tienen una galería cerrada que conduce a un porche y a un sencillo campanario. | Pskov, siglos XIV al XVII                                                                                                  |          |
| Iglesias estilo Godunov                        | Una iglesia cuboide sin pilares coronada por una forma piramidal de arcos conopiales, conocidos como kokoshnik, que conducen a una única cúpula. | Moscú, desde la década de 1590 hasta los años 1640                                                                         |          |
| Iglesias parroquiales en barco                 | Una iglesia cuboide, habitualmente cubierta con cinco cúpulas, sin pilares y una pirámide de kokoshniki que está conectada por una galería cubierta (refectorio o vestíbulo) con un campanario carpado sobre el porche occidental.                                       | Moscú, desde la década de 1650 en adelante                                                                                 |          |
| Iglesias redondas                              | | |          |
| Iglesias redondas                              | Las iglesias tienen plantas circulares, semicirculares o elípticas. | Ejemplos ocasionales del siglo XII al XVII; extremadamente raras                                                           |          |
| Iglesias campanario octogonales                | Una iglesia cúbica baja rodeada por varias capillas y coronada por una sucesión de formas octogonales decrecientes, con el nivel superior sirviendo como un campanario                                                                                                   | Moscú y región de Moscú; Década de 1680 hasta los años 1710 (ver Barroco Naryshkin)                                        |          |
| Iglesias pilar octagonales                     | La iglesia «octógono en un cubo» se transforma en una ornamentada iglesia torre que no guarda similitud con la tradición arquitectónica bizantina (ver: Torre Menshikov)                                                                                                 | Moscú y región de Moscú; Década de 1690 hasta los años 1720                                                                |          |